# Oi!
Oi! is een substroming binnen de punk.
Het is een eenvoudige vorm van punk, die veel gebruikmaakt van zogenaamde shout-alongs, fragmenten die zich goed lenen om meegezongen te worden. Oi! heeft het imago een muzieksoort te zijn voor de arbeidersklasse, met name uit de Engelse industriesteden.
De oi!-muziek beleefde haar hoogtepunt aan het eind van de jaren zeventig, met bands als Sham 69 en de Cockney Rejects. Het was volgens sommigen een reactie op het vermeend te populair, te muzikaal gecompliceerd of te politiek worden van de oorspronkelijke punkmuziek. Aan het nummer “Oi! Oi! Oi!” van de Cockney Rejects (1980) dankt het genre zijn naam. In de punkrevival van de jaren negentig maakte ook de oi! een kleine opleving door.
Na de beginjaren gingen ook extreemrechtse skinheads van het National Front en de British Movement zich met de muziek bezighouden en kwamen er meerdere oi!-bands met uitgesproken extreemrechtse sympathieën. Het bekendste voorbeeld hiervan is Skrewdriver. Veel andere oi!-bands en fans distantieerden zich van dit gedachtegoed, maar de oi!-muziek raakte haar extreemrechtse stigma nooit helemaal kwijt. Niettemin wordt oi! met rechtse invloeden ook wel RAC (Rock Against Communism) genoemd. Bij optredens gingen linkse en rechtse liefhebbers van de muziek geregeld massaal met elkaar op de vuist.

## Bands
Bekende oi!-bands zijn Angelic Upstarts, The Business, Cockney Rejects, The Burial, Cock Sparrer, Sham 69, Lion's Law en Gordost. Ook de Eindhovense hardcoreband Discipline maakt gebruik van oi!-invloeden. 